# Antonio Barberini (1569-1646)
Pour les autres membres de la famille, voir Famille Barberini.
Pour les articles homonymes, voir Barberini et Antonio Barberini.
Antonio Barberini, seniore (né en 1569 à Florence, alors capitale du Grand-duché de Toscane) et mort le 11 septembre 1646 à Rome) est un cardinal italien du XVIIe siècle.
Il est le frère du pape Urbain VIII, l'oncle des cardinaux Francesco Barberini, O.S.Io.Hieros., seniore (1623) et Antonio Barberini, iuniore, O.S.Io.Hieros. (1627), le grand-oncle du cardinal Carlo Barberini (1653) et l'arrière-grand-oncle du cardinal Francesco Barberini, iuniore (1690). Antonio est membre de l'ordre des capucins.

## Biographie
Antonio Barberini est gardien de San Gimignano à Florence et est appelé à Rome par son frère Maffeo, lors de son élection comme pape Urbain VIII en 1623.
Il est créé cardinal par le pape Urbain VIII lors du consistoire du 7 octobre 1624. Lors de l'absence de son neveu, Antonio le remplace comme cardinal secrétaire d'État. Il est élu évêque de Senigallia en 1625. Barberini est secrétaire de l'Inquisition en 1629-1633, camerlingue du Sacré Collège en 1632 et 1636-1637, grand pénitencier et bibliothécaire du Vatican à partir de 1633.
Le cardinal Barberini participe au conclave de 1644, lors duquel Innocent X est élu pape.